# Perina lodra
Perina lodra är en fjärilsart som beskrevs av Moore 1859. Perina lodra ingår i släktet Perina och familjen tofsspinnare. Inga underarter finns listade i Catalogue of Life.